# 川石酒造之助

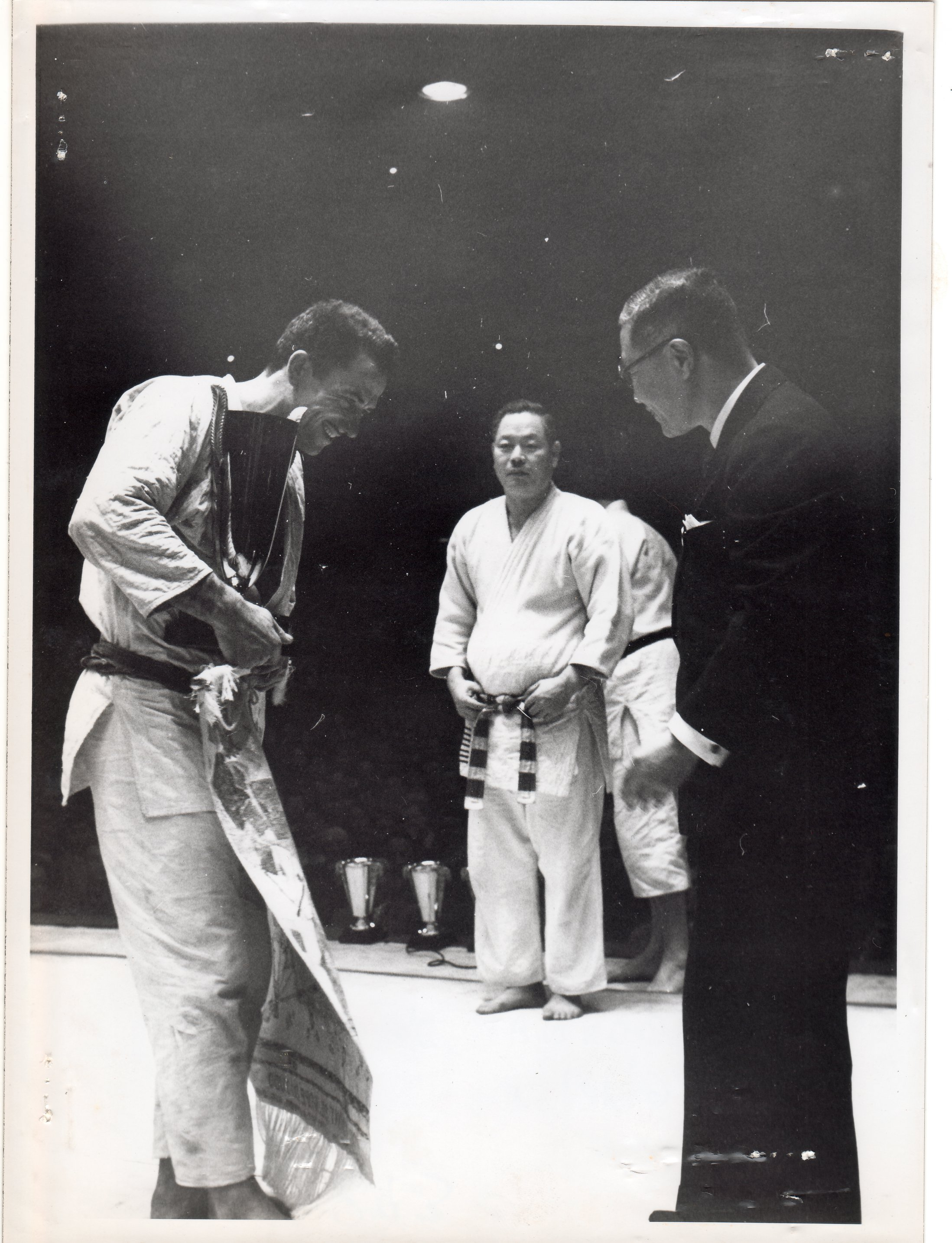
1951年ヨーロッパ柔道選手権大会王者ジャン・ド・エルトゥを見つめる川石酒造之助（中央）

川石 酒造之助（かわいし みきのすけ、1899年8月13日 - 1969年1月30日）は日本の柔道家。講道館柔道七段。兵庫県飾磨郡手柄村（のちの姫路市）出身。フランス柔道の父と称され、日本よりも日本以外で著名な柔道家である。

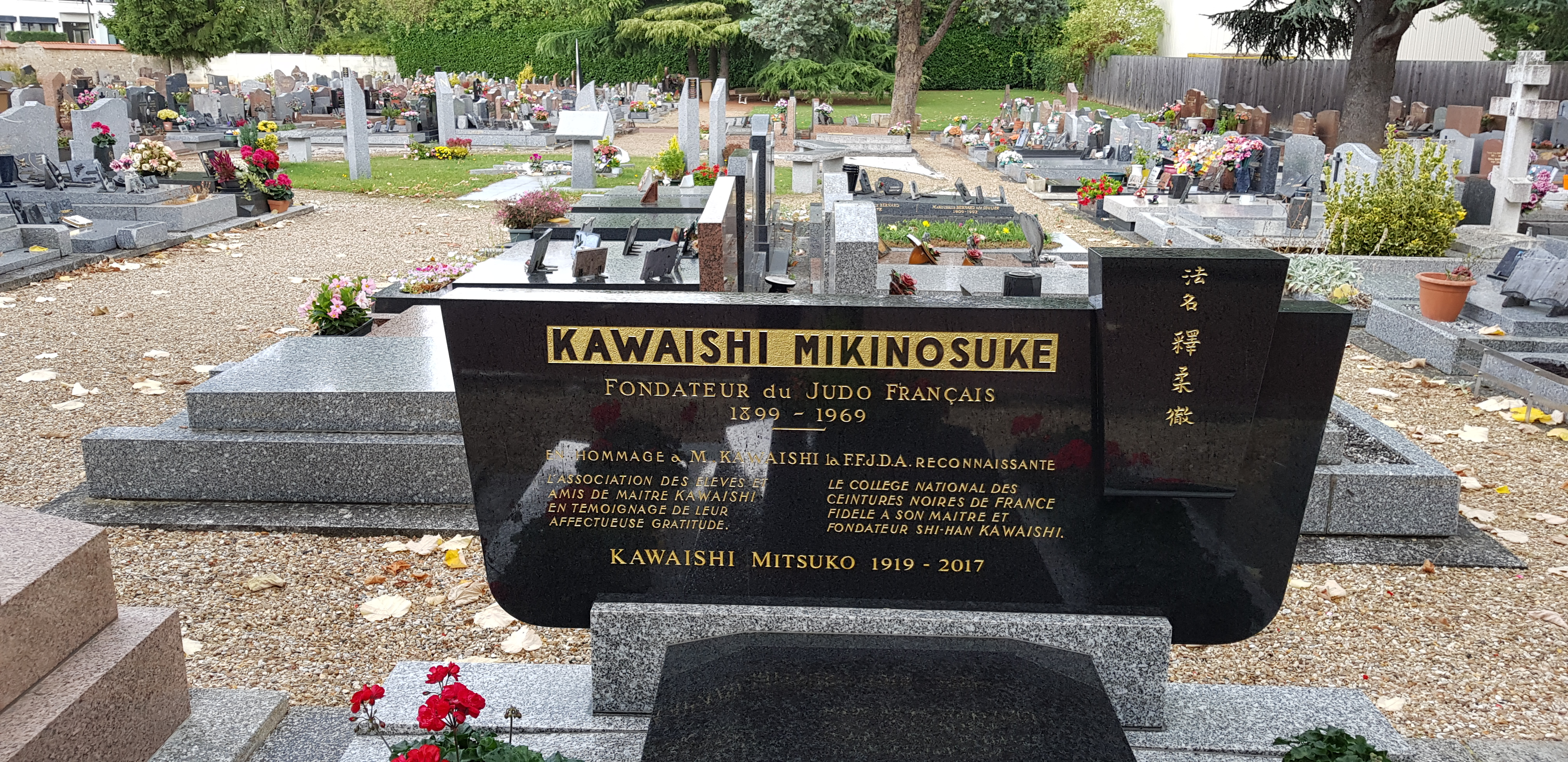
フランス柔道柔術剣道及び関連武道連盟が感謝の意を表した川石酒造之助の墓石

## 来歴
- 1899年8月13日：造り酒屋の家の五男として生まれる。兄は灘菊酒造創業者の川石酒造作。
- 1918年2月：大日本武徳会初段となる[3]。
- 1919年：旧制姫路中学（のちの兵庫県立姫路西高等学校）卒業[3]。
- 1921年1月：講道館初段となる[3]。
- 1924年：早稲田大学政治経済学部を卒業。東京市役所財務課勤務[3]。
- 1926年：工兵隊を除隊[3]。
- 1927年：アメリカのコロンビア大学に留学[3]。
- 1931年：オックスフォード大学で小泉軍治らとともに指導にあたる。1935年には、同大学のモリス・オーウェン氏に黒帯を伝授した[4]。
- 1935年：パリでユダヤ人の親睦クラブで無料で柔道の指導を始める[5]。同年[要出典]、同親睦クラブの施設内で日仏柔術倶楽部を創立する。この後、日本語による技名ではなく外国人への教授法を新たに作り、川石メソッドとして紹介した。
- 1936年：7月28日、日仏柔術倶楽部に門下生一号モリス・コトロが入門[5]。9月、イギリス国籍でユダヤ人の物理学者モーシェ・フェルデンクライス[5]がフランス柔術クラブを設立[2]。川石とフェルデンクライスは互いのクラブで指導し、交流していた。
- 1939年：2月10日、フェルデンクライスに初段を授与[6]。フェルデンクライスはフランス柔道、最初の柔道有段者となる。4月20日、コトロに初段を授与。彼はフランス人初の有段者となる。第二次世界大戦がはじまると間もなくフェルデンクライスが兵役でイギリスに帰国。兵役や疎開で閑散としていた日仏柔術倶楽部を閉鎖し、川石酒造之介はフランス柔術クラブを引き継ぎ、技術指導の座に就いた[7]。
- 1940年、ナチス・ドイツによってパリ占領。
- 1944年、パリの日本大使館が連合国軍のパリ入城を見込み、在仏日本人に避難命令。川石は日本にいるとき新渡戸稲造のところで働いていた恋人の柴田サメと入籍し、彼女を連れナチス・ドイツベルリンへ脱出。ベルリンのマールスドルフに[8]。
- 1945年、ナチス・ドイツが無条件降伏。ソ連軍がマールスドルフに。川石はモスクワに送還。満州経由で日本に帰国することに。6月9日、満州新京着。サメが体をこわしたので新京にしばらくとどまることに。8月、ソ連軍が満州侵攻。日本が無条件降伏[9]。満州国崩壊。
- 1946年：川石が旧満州に滞在中にフランス柔道柔術連盟（のちのフランス柔道柔術剣道及び関連武道連盟。通称フランス柔道連盟。）設立。9月、川石は帰国し姫路に帰郷。柔道七段に。サメはなじめず離婚[10]。
- 1948年：川石はフランス柔道連盟会長のポール・ボネモリに、連合国軍占領下の日本で出国ができないのでフランス政府にはたらきかけてフランスに入国できるようにしてほしい、川石がパリに戻るまで柔道国際組織を作らないで欲しい旨の書簡を送る。この書簡を受け、フランス柔道連盟は同年結成されたヨーロッパ柔道連盟には加盟しないことに。11月、川石はパリに[11]。フランス柔道連盟の技術指導に就任。
- 1950年：川石は女子トーナメント大会を開催。助手として粟津正蔵を迎える。フランス柔道連盟がヨーロッパ柔道連盟に加盟。
- 1951年：書籍『川石メソッド』 (Ma méthode de judo) を出版。
- 1951年：安部一郎（のちの十段、講道館参与）が講道館から派遣されてトゥールーズの修道館で指導を始める。
- 1954年：フランス講道館柔道連盟が設立され、川石は対立する[12]。この頃、多数の組織が乱立したため柔道界は分裂の様相を呈していた。
- 1956年：フランス政府の介入により柔道の国内競技連盟がフランス柔道連盟に一本化される。フランス柔道連盟の技術指導の地位がなくなり技術顧問に。11月に木村政彦の訪問を受け、柔道家でもあるフランス人のプロレスプロモーターを紹介する[12]。
- 1961年：フランス柔道連盟の技術顧問を辞任。川石道場は連盟に登録しなかったので次第に公的な場からは離れていき晩年は寂しいものであった[12]が、川石は「フランス柔道の父」としての評価を得ている。

## 技術体系
「川石メソッド」 (Méthode de Judo Kawaishi) 、「メトードK」と呼ばれる。パリの道場に迎えられた川石は柔道の技の系統的分類を、従来の講道館五教の技よりも多い147の技数でまとめた。川石は技の分類の上で、技毎に番号をつけ記号化したものを教えることで外国人に教授することに奏功した。ボルドー大学教授ミッシェル・ブルースの研究によると川石メソッドは科学者でありヨーロッパで最初の黒帯取得者と言われているモーシェ・フェルデンクライスの影響を受けていることが言及されている。濱田初幸（鹿屋体育大学准教授）は2008年の鹿屋体育大学国際武道シンポジウムでの発表ポスターで「指導方法・メトードKは，現在でも昇段審査会や指導教本として活用されている。」と記載している。柔道の技の分類においても従来の講道館の分類、投技「足技」「腰技」「手技」「真捨身技」「横捨身技」、固技「抑込技」「絞技」「関節技」とは異なる分類、投技「足技」「腰技」「肩技」「手技」「捨身技」、固技「抑込技」「絞技」「腕関節技」「足関節技」「首関節技」を用いている。足関節技や首関節技の採用が続けられている特徴が見られる。内容は以下の通りである。書籍『柔道の国際化《その歴史と課題》』では"GARAMI"を「絡」と表記している。
足技
1大外刈 2出足払 3膝車 4小外掛 5大内刈 6小内刈 7送足払 8大外車 9大外落 10小外刈 11支釣込足 12払釣込足 13外掛 14小内巻込 15足車
腰技
1浮腰 2首投 3釣腰 4腰車 5払腰 6跳腰 7後腰 8釣込腰 9移腰 10内股 11大腰 12小釣腰 13大車 14山嵐 15帯腰
肩技
1肩背負 2背負投 3肩車 4背負落 5左肩背負 6背負上
手技
1体落 2浮落 2'空気投 3肘落 4掬投 5持上落 6隅落 7帯落 8片足取 9両足取
捨身技
1巴投 2横巴 3巻巴 4巻込 5横掛 6谷落 7隅返 8浮技 9蟹挟 10横落 11跳巻込 12裏投 13横車 14横分 15俵返
抑込技
1袈裟固 2肩固 3上四方固 4崩上四方固 5逆袈裟固 6横四方固 7胸固 7'胸頭固 8縦四方固 9崩袈裟固 10肩抑固 11裏固 12頭固 13裏四方固 14上三角固 15崩横四方固 16縦三角固 17浮固
絞技
第1類 1片十字絞 2逆十字絞 3横十字絞 4後絞 4'後胴絞 5送襟絞 5'送襟胴絞 5”変大送襟胴絞 6片羽絞 7裸絞 7'裸胴絞 8海老緘 8'海老胴緘 9巴絞 10襟絞 10'裏襟絞 11懸垂絞 12肩絞 13胴絞 14膝絞 15突込絞 16海老絞 17挟絞 18横転絞
第2類 1並十字絞 2片手絞 3袖車 4左足絞 5踵絞 6上四方絞 7上四方足絞 8上四方挟 9逆送襟 10返絞 11逆返絞
腕関節技
第1位置 1腕挫十字固 2腕緘 3腕挫 4横膝固
第2位置 1上腕挫十字固 2横腕挫 3上膝固
第3位置 1腕挫変化技 2逆十字 3絞緘 4膝固 5膝隅固
第4位置 1腹固 2脚固 3腕緘変化技 4横転固
第5位置 1袈裟緘 2崩上四方緘 3逆袈裟緘 4胸緘 5胸逆
第6位置 1逆手首 2肘巻込 3崩肘巻込 4閂固 5腕挫膝固
足関節技
1片足挫、1'片足挫腹足、1”片足挫返 2両足挫 2'両足挫腹足 2”両足挫返 3足取緘 4膝挫 4'膝挫足 5縦四方膝挫 6足巻込 7蟹緘 8足閂 9膝取緘
首関節技
1首挫 2抑挫 2'抑胴挫 3縦挫 4逆挫 5巴挫 6袈裟固挫
掲載されていない主な柔道技は掬投、腕挫腋固、腕挫脚固、足緘の基本形、踵返、河津掛などがある。
また、川石は当時のヨーロッパの不安定な社会情勢も受け、ピストルやナイフ、徒手で攻撃してくる無法者に柔道を活用して反撃する方法や当身や武器術を含む護身術も柔道の指導内容の中に含ませ学ばせている。